# Sievert
Sievert (značka Sv) je jednotkou ekvivalentní dávky ionizujícího záření (HT), případně dávkového ekvivalentu (H). Je pojmenována po Rolfu Sievertovi, průkopníkovi radiační ochrany.
Dávka 1 Sv jakéhokoli záření má stejné biologické účinky jako dávka 1 Gy rentgenového nebo gama záření (pro které je radiační váhový faktor WR stanoven 1; viz dále). Jednotka vyjadřuje podíl množství absorbované energie v určité hmotnosti a v závislosti na daném druhu ionizujícího záření. Tedy energie/hmotnost (J/kg).
Ekvivalentní dávka se vypočítá jako součin DT × WR, kde D je střední absorbovaná dávka v tkáni nebo orgánu T a WR je radiační váhový faktor (popřípadě jakostní činitel Q – pro dávkový ekvivalent – viz níže). Radiační váhový faktor WR udává, kolikrát je daný druh záření biologicky účinnější než záření fotonové (X nebo gama), a je různý pro jednotlivé druhy ionizujícího záření. To znamená, že zohledňuje i rozdílnou biologickou účinnost jednotlivých druhů záření. Veličina WR je bezrozměrová – má jednotku 1.
Starší jednotkou ekvivalentní dávky / dávkového ekvivalentu byl rem, přičemž 1 rem = 0,01 Sv.

## Hodnoty radiačního váhového faktoruWR
- Fotony, jakákoliv energie : WR = 1
- Elektrony a pozitrony, jakákoliv energie : WR = 1
- Neutrony
  - energie < 10 keV : WR = 5
  - 10 keV < energie < 100 keV : WR = 10
  - 100 keV < energie < 2 MeV : WR = 20
  - 2 MeV < energie < 20 MeV : WR = 10
  - energie > 20 MeV : WR = 5
- Protony, energie > 2 MeV : WR = 5
- částice alfa a jiná větší jádra : WR = 20

Pro dávkový ekvivalent (H) je opět zavedena jednotka sievert. Výpočet je následující: H = D · Q, kde D je absorbovaná dávka a Q je jakostní faktor/činitel. Jakostní činitel Q koriguje dávkový ekvivalent na základě velikosti lineárního přenosu energie L.

## Hodnoty jakostního činiteleQ
Pro jakostní faktor Q jsou používány následující hodnoty.
| Pro rentgenové záření, záření gama a elektrony                                                             | Q = 1   |
| Pro neutrony o neznámém energetickém spektru                                                               | Q = 10  |
| Pro částice s jedním nábojem o neznámé energii a klidové hmotnosti větší než 1 atomová hmotnostní jednotka | Q = 10  |
| Pro částice alfa a další vícenásobně nabité částice o neznámé energii                                      | Q = 20  |
| Pro tepelné neutrony                                                                                       | Q = 2,3 |

## Porovnání ozáření z různých zdrojů radiace[2]
| Zdroj                                                | Dávka    |  | Zdroj                                                                                 | Dávka   |  | Zdroj                             | Dávka  |
| ---------------------------------------------------- | -------- |  | ------------------------------------------------------------------------------------- | ------- |  | --------------------------------- | ------ |
| Spánek vedle jiného člověka                          | 0,05 μSv |  | CT vyšetření hlavy                                                                    | 2 mSv   |  | Dávka s 10% smrtností po 30 dnech | 1-2 Sv |
| Rok života 75 km od jaderné el.                      | 0,09 μSv |  | Běžná roční dávka ve složení přibližně 85% přírodní zdroje, zbytek lékařská vyšetření | 4 mSv   |  |                                   |        |
| Konzumace 1 banánu                                   | 0,1 μSv  |  | CT vyšetření hrudníku                                                                 | 7 mSv   |  |                                   |        |
| Rok života 75 km od uhelné el.                       | 0,3 μSv  |  | Roční limit pro radiačního pracovníka (zák.422/2016)                                  | 20 mSv  |  |                                   |        |
| Rentgen paže                                         | 1 μSv    |  | Roční limit pro radiačního pracovníka v USA                                           | 50 mSv  |  |                                   |        |
| Přídavek za den v místě s vysokou přirozenou radiací | 1,2 μSv  |  | Nejnižší roční dávka prokazatelně zvyšující riziko rakoviny                           | 100 mSv |  |                                   |        |
| Rentgen zubů                                         | 5 μSv    |  | Přibližná okamžitá dávka způsobující symptomy radiačního ozáření                      | 400 mSv |  |                                   |        |
| Jednodenní dávka v běžném životě                     | 10 μSv   |  |                                                                                       |         |  |                                   |        |
| Rentgen hrudníku                                     | 20 μSv   |  |                                                                                       |         |  |                                   |        |
| Pětihodinový let dopravním letadlem                  | 50 μSv   |  |                                                                                       |         |  |                                   |        |
| Rok pobytu v kamenném, zděném či betonovém domě      | 70 μSv   |  |                                                                                       |         |  |                                   |        |
| Roční dávka z draslíku přirozeně v lidském těle      | 390 μSv  |  |                                                                                       |         |  |                                   |        |
| Mamografické vyšetření prsu                          | 400 μSv  |  |                                                                                       |         |  |                                   |        |

Ve článku Akutní radiační syndrom se podrobněji dozvíte, jaké mají dávky od 0,05 Sv (50 mSv) zdravotní dopady na člověka.